# Kolyada (viering)

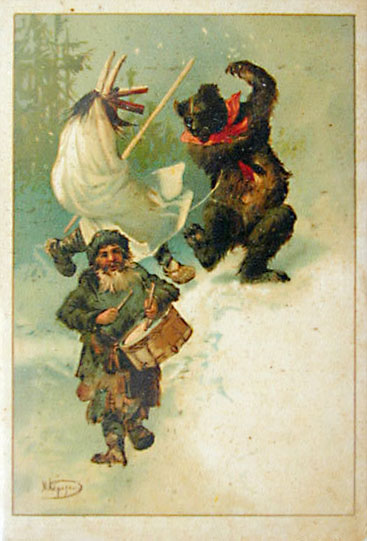
Russische kerstkaart ca. 1910

Koliada (Cyrillisch коляда, коледа, колада, коледе) is een oud winterritueel dat gevierd werd in Oost-Europa. Het ritueel is door latere Christelijke invloeden opgegaan in Kerstmis.

## Terminologie
De term wordt nog steeds gebruikt in het Oekraïens ("Коляда", Kolyadá), Witrussisch (Каляда, Kalada, Kaliada), Russisch (Коляда, Kolyada), Pools (Szczodre Gody kolęda, Bulgaars, Macedonisch, Servisch (Коледа, Коледе) Litouws (Kalėdos, Kalėda)  Bosnisch, Kroatisch, Tsjechisch, Slovaaks en Sloveens (koleda).
Een veronderstelling is dat Kolyada de naam is van een cyclus oude winter-rituelen. Volgens sommigen is het genoemd naar de Slavische Godin van de winter Kolyada, die iedere dag de zon weer doet opgaan. De wijdverbreidheid van dit feest onder verschillende Slavische volken duidt volgens het "Etymologisch woordenboek van Slavische talen" (Russischtalig, 1963) op vóór-Christelijke en Oud-Slavische wortels ervan. Het zou in oorsprong een ritueel zijn met betrekking tot het begin van een nieuw jaar, pas later vond voeging met de kerstviering plaats. Ook volgens de academische publicatie "Slavische oudheden" (Russischtalig, 1995) zou deze praktijk een heidense oorsprong hebben.
Tegenwoordig is de betekenis van Kolyada verschoven van de Kerstboodschap naar het gebruik om langs de huizen trekken, te zingen en plezier te maken op de avond voor Kerst. Het gaat dan vooral om kinderen en tieners die van huis tot huis gaan om de mensen te begroeten, een lied te zingen en graankorrels te strooien als teken van goede wensen. Daarvoor krijgen ze als bedankje snoep en kleingeld van de bewoners. In Oekraïne wordt dit kolyadovannya (Russisch: Колядования) genoemd; dit gebruik wordt nu ook toegepast bij andere Oost-Slavische feestdagen, zoals Malanka (oudejaarsavond) en de viering van de komst van de lente. Ook trekken (jong)-volwassenen verkleed door de straten en produceren daarbij ketelmuziek met huishoudelijke voorwerpen.
Kolyada wordt ook in Noord-Griekenland gevierd door Slavisch-sprekende Grieks-Macedoniërs, in de gebieden van Florina tot Thessaloniki. Het wordt in dit gebied aangeduid als Koleda (Κόλιντα, Κόλιαντα) of  Koleda Babo (Κόλιντα Μπάμπω) wat "Grootmoeder Koleda" betekent. Het wordt op de avond voor het Kerstfeest gevierd met een vreugdevuur op het dorpsplein, gevolgd door Macedonische muziek en dans.
De Kroatische componist Jakov Gotovac schreef in 1925 de compositie "Koleda", die hij een "volksritueel in vijf delen" noemde, voor mannenkoor en klein orkest met 3 klarinetten, 2 fagotten, pauk en drumstel). Ook bestaat er een Kroatische dans uit Dubrovnik genaamd "Dubrovnik Koleda."

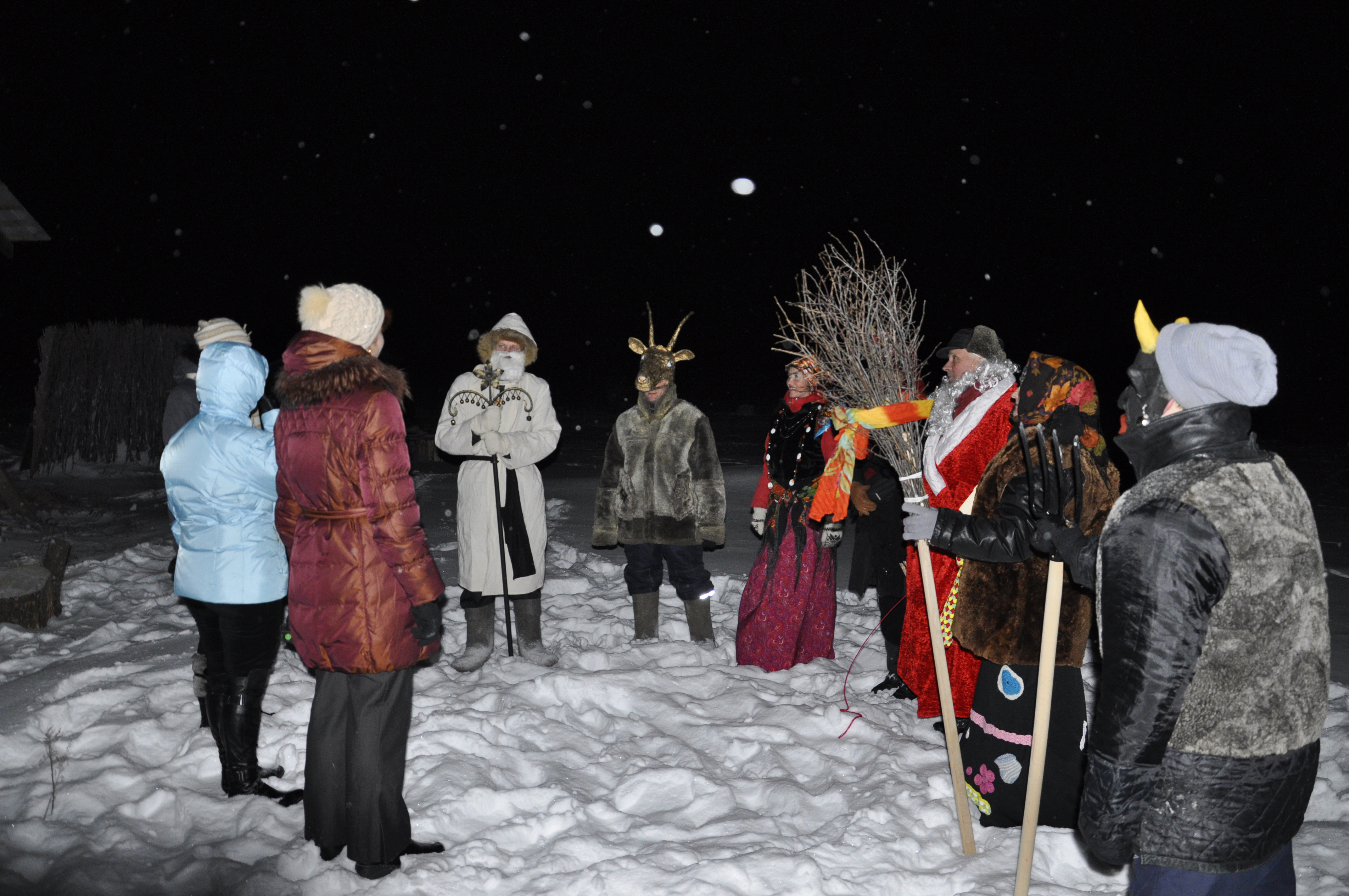
Verklede optocht, regio Belgorod, Rusland, december 2012

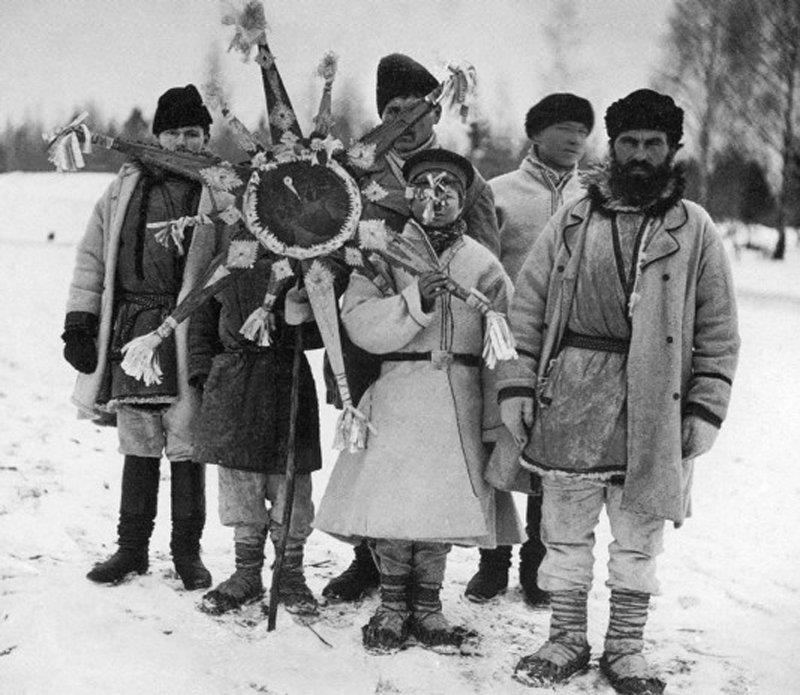
Wit-Russen, begin 20e eeuw